# بوستین
بوستین (انگلیسی: Bucetin) یک ماده مسکن و ضد تب است که دیگر به بازار عرضه نمی‌شود. از نظر شیمیایی، شبیه فناستین است که با آن در خطر سرطان زایی مشترک است. این ماده بوستین در سال ۱۹۸۶ میلادی به دلیل سمیت کلیوی از چرخه مصرف خارج شد.